# Daniela Ryf
Daniela Ryf [ˈriːf] (* 29. Mai 1987 in Solothurn) ist eine ehemalige Schweizer Triathletin und zweifache Olympiateilnehmerin (2008, 2012). Sie ist U-23-Weltmeisterin (2008), Weltmeisterin im Mixed-Relay (2009, 2010) sowie Schweizermeisterin auf der Triathlon-Kurzdistanz (2012, 2013).
Sie gewann fünfmal die Ironman 70.3 World Championship (Mitteldistanz: 2014–2019) und ist ebenso fünfmalige Siegerin der Ironman World Championships (Langdistanz: 2015–2022). Bei der Challenge Roth 2023 stellte sie eine neue Weltbestzeit auf der Langdistanz auf. Ryf wird als Führende in der Bestenliste Schweizer Triathletinnen auf der Ironman-Distanz geführt.

## Werdegang
Die aus Solothurn stammende Daniela Ryf nahm 2000 erstmals an einem Schülertriathlon teil. Es folgten drei Schweizer Meistertitel in der Jugendkategorie. Ihren ersten internationalen Erfolg errang sie bei der Europameisterschaft 2003 mit dem Gewinn der Goldmedaille in der Teamwertung.

### Junioreneuropameisterin Triathlon 2004
2004 und 2005 folgten zwei weitere Junioreneuropameistertitel in der Einzelwertung, 2006 kam eine Bronzemedaille in der Teamwertung hinzu. Sie wurde trainiert von Claude Ammann (2000–2008), Darren Smith (2008–09), Chris Lang (2010) und Craig Walton (2011). Ihre Spitznamen sind «Stella» oder «Angry Bird».
Von 2003 bis 2006 wurde Ryf viermal in Folge Schweizermeisterin bei den Juniorinnen. Am 8. Juni 2008 gewann sie in Vancouver den Triathlon-Weltmeistertitel in der Kategorie U-23 und qualifizierte sich damit für die Olympischen Sommerspiele 2008, wo sie den siebten Rang belegte. 2009 gewann sie in Des Moines gemeinsam mit Magali Di Marco Messmer, Ruedi Wild und Lukas Salvisberg die Weltmeisterschaft im Mixed Relay (Teamwertung). Im Jahr darauf in Lausanne verteidigte sie diesen Titel im Schweizer Team zusammen mit Nicola Spirig, Ruedi Wild und Sven Riederer.

### Olympische Sommerspiele 2012
Im Juni 2012 qualifizierte sie sich auch für einen Start bei den Olympischen Spielen 2012 in London, wo sie zusammen mit Nicola Spirig, Sven Riederer und Ruedi Wild für die Schweiz startete und den 40. Rang erreichte. Im September 2012 wurde sie in Murten Schweizermeisterin über die olympische Triathlon-Distanz.
Daniela Ryf war 2013 Mitglied des Elite B-Kader im Swiss-Triathlon-Team. Im Mai startete sie im österreichischen St. Pölten erstmals auf der Ironman-Halbdistanz und im August gewann sie in Wiesbaden die Ironman 70.3 European Championship.

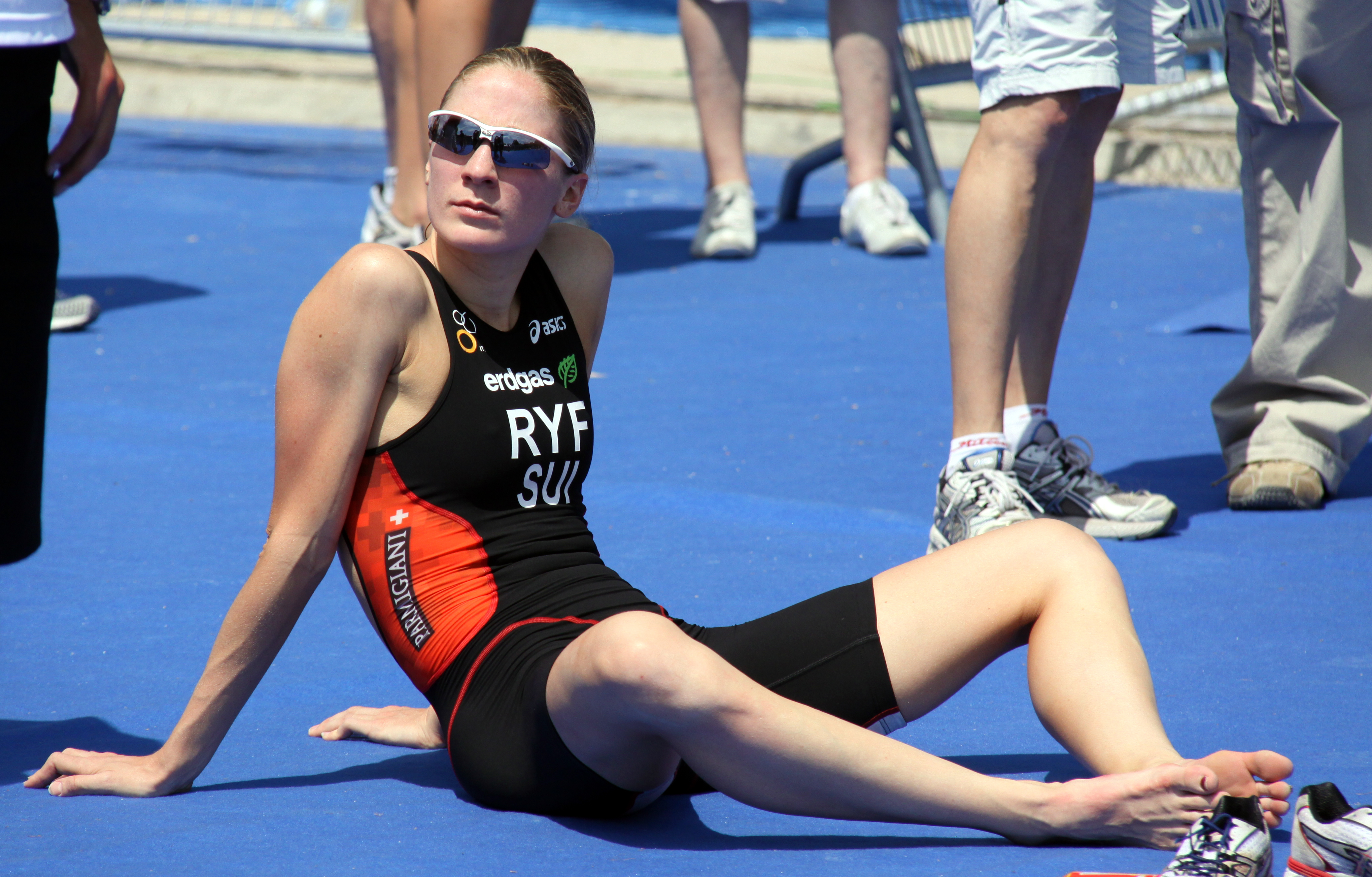
Daniela Ryf nach dem Rennen der World Championship Series in Madrid, 2010

Im Juni 2014 konnte sie in Rapperswil-Jona bei ihrem Sieg beim Ironman 70.3 Switzerland ihre bisherige Bestzeit auf der Mitteldistanz mit 4:00:14 h verbessern und einen neuen Streckenrekord einstellen. Ende Juli gewann sie in Zürich die 5150 European Championships und gleich am Tag darauf bei ihrem ersten Start auf der Langdistanz auch den Ironman Switzerland. Dieser Sieg lieferte ihr die noch fehlenden Punkte im «Kona Pro Ranking System» der WTC für einen Start drei Monate später beim Ironman Hawaii. Im September gewann sie in Kanada die Ironman 70.3 World Championships. Fünf Wochen später belegte sie bei den Ironman World Championships den zweiten Platz.
Von den 2014 von der WTC ausgeschütteten Preisgeldern gingen insgesamt 125'000 US-Dollar an Daniela Ryf, mehr als an jede andere Triathletin bei Wettkämpfen des Veranstalters WTC.

### Siegerin Ironman Hawaii 2015
Seit Anfang des Jahres 2015 startet Ryf für das neu gegründete Bahrain Elite Endurance Triathlon Team, das vom Australier Chris McCormack geleitet wird. Im Mai 2015 gewann sie den Ironman 70.3 Mallorca mit neuem Streckenrekord, was ihren sechsten Sieg in Folge bei einem Wettkampf auf dieser Distanz darstellte.

Im Juni gewann sie in Frankfurt bei ihrem vierten Start bei einem Wettkampf über die Ironman-Distanz die Ironman European Championship. Trotz extrem hoher Temperaturen, die für die höchste Abbrecherquote in der Geschichte der Veranstaltung sorgten, unterbot sie mit neuer persönlicher Bestzeit auf dieser Distanz von 8:51:00 h den Streckenrekord. Im August gewann sie im Rahmen des Ironman 70.3 Zell am See-Kaprun die Ironman 70.3 World Championship. Im Oktober gewann sie als erst zweite Schweizerin nach der sechsfachen Siegerin Natascha Badmann den Ironman Hawaii. Als erst zweite Frau nach Leanda Cave (2012) entschied sie damit innerhalb eines Kalenderjahres sowohl die Ironman 70.3 World Championship wie auch die Ironman World Championship für sich.

Mit ihrem Sieg auf der Mitteldistanz in Bahrain im Dezember 2015 gewann sie die Gesamtwertung der «Triple Crown Series» aus dem Challenge Dubai, der Ironman 70.3 World Championship und dem Ironman 70.3 Bahrain und damit das bis dahin höchste Preisgeld in der Geschichte des Triathlon in Höhe von 1 Million US-Dollar.

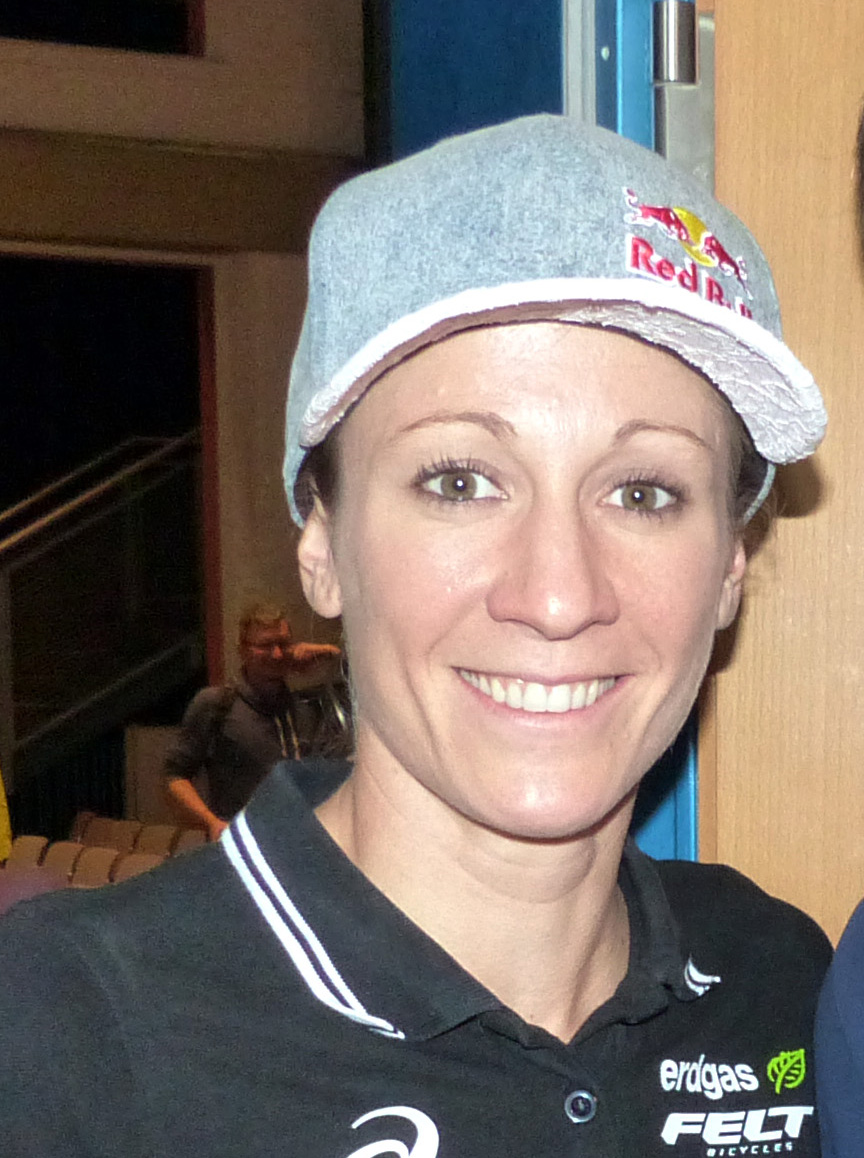
Daniela Ryf bei der Challenge Roth, 2016

### Siegerin Challenge Roth und Ironman Hawaii 2016
Im Juni 2016 gewann sie zum dritten Mal in Folge den Ironman 70.3 Switzerland. Im Juli erzielte sie bei der Challenge Roth mit ihrer Siegerzeit von 8:22:04 h persönliche Bestzeit und die drittschnellste je von einer Frau auf der Langdistanz erzielte Zeit. Eine Woche später startete sie bei der nächsten Langdistanz und gewann den 20. Ironman Switzerland mit neuem Streckenrekord auf der neuen Streckenführung. Im Oktober verbesserte sie beim Ironman Hawaii den Streckenrekord um mehr als fünf Minuten und verteidigte ihren Titel bei der Ironman World Championship erfolgreich.

### Siegerin Ironman Hawaii und Ironman 70.3 World Championship 2017
Im Juli 2017 verteidigte sie ihren Erfolg bei der Challenge Roth. Im September holte sie sich als erste Athletin zum dritten Mal nach 2014 und 2015 den Titel bei den Ironman 70.3 World Championships. Im Oktober gewann sie zum dritten Mal in Folge den Ironman Hawaii. Nachdem sie nach dem Schwimmen noch mit 4:23 min Rückstand auf dem achten Rang gelegen hatte, setzte sie sich mit dem Rad in Führung und gab diese auch auf der Marathondistanz nicht mehr ab. Daniela Ryf war die bestverdienende Athletin in der Saison 2017.
Die 30-Jährige wurde im Mai 2018 zusammen mit Jan Frodeno und Chris McCormack Mitglied der neuen Triathlon-Mannschaft von Breitling. Im Juli gewann sie zum zweiten Mal nach 2015 beim Ironman Germany die Ironman European Championships mit neuem Streckenrekord (8:38:44 h) und erreichte das Ziel als Siebte in der Gesamtwertung.

### Vierter Sieg beim Ironman Hawaii 2018
Im Oktober gewann die damals 31-Jährige zum vierten Mal in Folge den Ironman Hawaii. Daniela Ryf kam mehr als neun Minuten nach der führenden Lucy Charles aus dem Wasser, überholte die Britin aber noch gegen Ende der Radstrecke. Sie stellte mit der neuen Bestzeit auf der Ironman-Distanz von 8:26:16 h einen neuen Streckenrekord bei den Frauen auf Hawaii ein und unterbot ihren bisherigen Rekord aus dem Jahr 2016 um mehr als 20 Minuten. Daniela Ryf war mit 201'000 US-Dollar die Führende im Preisgeld-Ranking der Saison 2018 (Stand: 20. Oktober 2018).
Mit dem Ironman Texas konnte Ryf im April 2019 ihr 13. Rennen auf der Ironman-Distanz gewinnen.
Mit Ausnahme des zweiten Ranges bei ihrem Hawaii-Debüt 2014 hatte Ryf bis zum Oktober 2019 jedes Rennen, bei welchem sie über die Ironman-Distanz ins Ziel kam, auch gewonnen. Im Oktober platzierte sich die als Favoritin gestartete 32-jährige Solothurnerin beim Ironman Hawaii auf dem 13. Rang.
Den Ironman Switzerland konnte sie im September 2021 nach 2014 und 2016 zum dritten Mal gewinnen.

Sie wird vom früheren Radrennfahrer Armin Meier betreut und wurde von 2014 bis 2021 vom Australier Brett Sutton trainiert.

### Siegerin Ironman World Championships 2022
Im Mai 2022 konnte die 34-Jährige in St. George (USA) die erstmals außerhalb von Hawaii ausgetragenen und vom Oktober 2021 verschobenen Ironman World Championships für sich entscheiden und wurde damit zum fünften Mal Ironman-Weltmeisterin.

### Weltbestzeit 2023
Im Juni 2023 gewann Ryf zum achten Mal den Ironman 70.3 Switzerland. Ebenfalls im Juni gewann sie mit neuem Radrekord den Challenge Roth und verbesserte dabei die zwölf Jahre alte Weltbestzeit von Chrissie Wellington um fast zehn Minuten auf 8:08:21 Stunden.

Im März 2024 kündigt Ryf mit dem Ende der Saison das Ende ihrer Profikarriere an und aufgrund einer Verletzung gab sie im August ihr sofortiges Karriereende bekannt.
Daniela Ryf wohnt in Feldbrunnen-St. Niklaus. Als aktive Athletin trainierte und lebte sie während der Saison in St. Moritz.

## Sportliche Erfolge
| Datum/Jahr    | Platz | Wettbewerb                                       | Austragungsort  | Zeit     | Bemerkung |
| ------------- | ----- | ------------------------------------------------ | --------------- | -------- | --- |
| 9. März 2024  | 5     | T100 Miami                                       | Miami           | 03:32:29 | 2 km Schwimmen, 80 km Radfahren und 18 km Laufen                                                                                         |
| 11. Juni 2023 | 1     | Ironman 70.3 Switzerland                         | Rapperswil-Jona | 04:04:34 | achter Sieg in Rapperswil |
| 5. März 2022  | 2     | Ironman 70.3 Dubai                               | Dubai           | 03:56:54 | |
| 28. Aug. 2021 | 2     | PTO Collins Cup                                  | Šamorín         | 03:46:52 | im Team Europe |
| 8. Aug. 2021  | 1     | Ironman 70.3 Switzerland                         | Rapperswil-Jona | 04:09:35 | siebter Sieg in Rapperswil |
| 12. März 2021 | 1     | Ironman 70.3 Dubai                               | Dubai           | 03:56:54 | Streckenrekord |
| 7. Sep. 2019  | 1     | Ironman 70.3 World Championships                 | Nizza           | 04:23:04 | fünfter Weltmeistertitel |
| 25. Aug. 2019 | 1     | Trans Vorarlberg Triathlon                       | Bregenz         | 04:01:47 | [ 28 ] [ 29 ] |
| 2. Juni 2019  | 1     | Ironman 70.3 Switzerland                         | Rapperswil-Jona | 04:08:34 | sechster Sieg in Folge |
| 6. Apr. 2019  | 1     | Ironman 70.3 California                          | Oceanside       | 04:09:19 | neuer Streckenrekord |
| 1. Sep. 2018  | 1     | Ironman 70.3 World Championships                 | Port Elizabeth  | 04:01:13 | |
| 5. Aug. 2018  | 1     | Ironman 70.3 Gdynia                              | Gdynia          | 03:57:54 | |
| 28. Juli 2018 | 1     | 5150 Zurich                                      | Zürich          | 01:56:18 | |
| 10. Juni 2018 | 1     | Ironman 70.3 Switzerland                         | Rapperswil-Jona | 04:00:54 | fünfter Sieg in Folge – mit einem Vorsprung auf die Zweitplatzierte von über 15 und auf die Drittplatzierte von fast 20 Minuten          |
| 25. Nov. 2017 | 3     | Ironman 70.3 Bahrain                             | Manama          | 04:06:14 | |
| 9. Sep. 2017  | 1     | Ironman 70.3 World Championships                 | Chattanooga     | 04:11:59 | |
| 20. Aug. 2017 | 1     | Allgäu Triathlon                                 | Immenstadt      | 04:03:35 | Siegerin auf der Mitteldistanz beim „Allgäu Classic“                                                                                     |
| 29. Juli 2017 | 1     | 5150 Zurich                                      | Zürich          | 01:57:39 | |
| 11. Juni 2017 | 1     | Ironman 70.3 Switzerland                         | Rapperswil-Jona |          | vierter Sieg in Folge |
| 22. Apr. 2017 | 3     | Challenge Gran Canaria                           | Mogán           | 04:38:35 | |
| 27. Jan. 2017 | 1     | Ironman 70.3 Dubai                               | Dubai           | 04:01:40 | erfolgreiche Titelverteidigung |
| 4. Sep. 2016  | 4     | Ironman 70.3 World Championships                 | Mooloolaba      | 04:14:09 | [ 30 ] |
| 5. Juni 2016  | 1     | Ironman 70.3 Switzerland                         | Rapperswil-Jona | 04:09:54 | mit der elftschnellsten Zeit des Tages                                                                                                   |
| 29. Jan. 2016 | 1     | Ironman 70.3 Dubai                               | Dubai           | 04:01:09 | Siegerin beim ersten Rennen der „Challenge Triple-Crown-Serie“                                                                           |
| 5. Dez. 2015  | 1     | Ironman 70.3 Bahrain                             | Manama          | 03:28:20 | drittes Rennen der „Challenge Triple-Crown-Serie“ – das Rennen wurde witterungsbedingt als Duathlon ausgetragen                          |
| 30. Aug. 2015 | 1     | Ironman 70.3 World Championships                 | Zell am See     | 04:11:34 | erfolgreiche Titelverteidigung bei der Ironman 70.3 World Championship beim Ironman 70.3 Zell am See-Kaprun                              |
| 7. Juni 2015  | 1     | Ironman 70.3 Switzerland                         | Rapperswil-Jona | 04:08:43 | |
| 9. Mai 2015   | 1     | Ironman 70.3 Mallorca                            | Alcúdia         | 04:17:25 | Siegerin mit neuem Streckenrekord |
| 25. Apr. 2015 | 1     | Challenge Fuerteventura                          | Fuerteventura   | 04:20:33 | Siegerin auf der Halbdistanz |
| 27. Feb. 2015 | 1     | Challenge Dubai                                  | Dubai           | 04:05:01 | Siegerin beim ersten Rennen der „Challenge Triple-Crown-Serie“ – mit über vier Minuten Vorsprung auf die Zweitplatzierte Heather Wurtele |
| 7. Sep. 2014  | 1     | Ironman 70.3 World Championship                  | Mont-Tremblant  | 04:09:19 | |
| 10. Aug. 2014 | 1     | Ironman 70.3 Germany                             | Wiesbaden       | 04:26:12 | Siegerin bei der Ironman 70.3 European Championship mit neuem Streckenrekord                                                             |
| 26. Juli 2014 | 1     | 5150 Zurich                                      | Zürich          | 01:58:08 | 5150 European Championship |
| 1. Juni 2014  | 1     | Ironman 70.3 Switzerland                         | Rapperswil-Jona | 04:00:14 | neuer Streckenrekord und persönliche Bestzeit auf der Mitteldistanz                                                                      |
| 22. Sep. 2013 | 3     | Ironman 70.3 Cozumel                             | Cozumel         | 04:15:38 | |
| 8. Sep. 2013  | 6     | Ironman 70.3 World Championship                  | Las Vegas       | 04:28:46 | |
| 25. Aug. 2013 | 3     | Life Time Chicago Triathlon                      | Chicago         | 02:06:52 | |
| 11. Aug. 2013 | 1     | Ironman 70.3 Germany                             | Wiesbaden       | 04:31:04 | Siegerin bei der Ironman 70.3 European Championship mit neuem Streckenrekord                                                             |
| 27. Juli 2013 | 2     | 5150 Zurich                                      | Zürich          |          | 5150 European Championship |
| 8. Juni 2013  | 2     | Zytturm-Triathlon                                | Zug             | 00:50:02 | Zweite hinter der Deutschen Svenja Bazlen und damit Schweizer Meisterin Sprint-Triathlon                                                 |
| 26. Mai 2013  | 9     | Ironman 70.3 Austria                             | St. Pölten      | 04:02:50 | Das Schwimmen entfiel witterungsbedingt                                                                                                  |
| 14. Apr. 2013 | 3     | Pro Sprint Triathlon                             | Wallisellen     | 00:50:07 | 600 m Schwimmen, 15 km Radfahren und 4 km Laufen                                                                                         |
| 23. Sep. 2012 | 1     | London Triathlon                                 | London          | 02:01:05 | |
| 15. Sep. 2012 | 1     | Schweizer Triathlon-Meisterschaften              | Murten          |          | [ 34 ] |
| 4. Aug. 2012  | 40    | Olympische Sommerspiele 2012                     | London          | 02:06:37 | |
| 10. Juni 2012 | 1     | 5150 Klagenfurt                                  | Klagenfurt      | 02:00:12 | |
| 5. Juni 2011  | 26    | ITU World Championship Series 2011               | Madrid          |          | |
| 9. Apr. 2011  | 14    | ITU World Championship Series 2011               | Sydney          | 02:03:00 | Auftaktveranstaltung der Saison 2011 |
| 27. März 2011 | 6     | ITU Triathlon Worldcup                           | Mooloolaba      | 02:04:29 | |
| 21. Aug. 2010 | 3     | ITU Sprint Triathlon World Championships         | Lausanne        | 00:58:51 | Dritte bei der Erstaustragung (750 m Schwimmen, 20 km Radfahren und 5 km Laufen)                                                         |
| 8. Aug. 2010  | 2     | Schweizer Triathlon-Meisterschaften              | Nyon            |          | bei der Schweizer Meisterschaft auf der Sprintdistanz (800 m Schwimmen, 18,6 km Radfahren und 5 km Laufen) hinter Nicola Spirig          |
| 13. Juni 2010 | 10    | Hy-Vee ITU Triathlon Elite Cup                   | Des Moines      | 02:01:38 | auf der olympischen Distanz in Iowa |
| 5. Juni 2010  | 13    | ITU World Championship Series 2010               | Madrid          | 02:08:45 | im dritten Rennen hinter der Siegerin Nicola Spirig                                                                                      |
| 8. Mai 2010   | 1     | ITU World Championship Series 2010               | Seoul           | 02:01:00 | Sieg im zweiten Rennen nach Zielsprint – nur zehn Sekunden lagen im Ziel zwischen den sechs schnellsten Frauen                           |
| 11. Apr. 2010 | 9     | ITU World Championship Series 2010               | Sydney          | 02:05:06 | Auftaktrennen der Saison 2010 |
| 25. Juli 2009 | 3     | ITU World Championship Series 2009               | Hamburg         | 01:57:39 | |
| 2. Juli 2009  | 5     | ETU Triathlon European Championships             | Holten          | 01:57:15 | Europameisterschaft auf der olympischen Kurzdistanz (1,5 km Schwimmen, 40 km Radfahren, 10 km Laufen)                                    |
| 28. Juni 2009 | 1     | ITU Triathlon World Championship Mixed Relay     | Des Moines      |          | Sieg und Team-Weltmeister mit Magali Di Marco Messmer, Lukas Salvisberg und Ruedi Wild im ewz power team                                 |
| 20. Juni 2009 | 3     | ITU World Championship Series 2009               | Washington      | 02:01:01 | |
| 29. März 2009 | 3     | ITU Triathlon Worldcup                           | Mooloolaba      | 02:03:02 | Dritte hinter Kirsten Sweetland und Emma Moffatt                                                                                         |
| 18. Aug. 2008 | 7     | Olympische Sommerspiele 2008                     | Changping       | 02:00:40 | Daniela Ryf holte sich in Peking hinter der Weltmeisterin Emma Snowsill den siebten Rang.                                                |
| 8. Juni 2008  | 1     | ITU Triathlon World Championship U23             | Vancouver       | 02:09:30 | Daniela Ryf wurde U23-Triathlon-Weltmeisterin.                                                                                           |
| 25. Mai 2008  | 3     | ITU Triathlon Worldcup                           | Madrid          | 02:06:10 | |
| 6. Apr. 2008  | 4     | ITU Triathlon Worldcup                           | New Plymouth    | 02:01:48 | Daniela Ryf landet mit nur 47 s Rückstand auf die Siegerin Emma Moffatt auf dem vierten Rang.                                            |
| 23. Juli 2005 | 1     | ETU Triathlon European Championship Junior Women | Alexandroupoli  | 01:01:38 | Junioreneuropameisterin |
| 2005          | 1     | Brigantium Triathlon                             | Bregenz         | 02:12:10 | Sieg am Bodensee – über die olympische Distanz (1,5/40/10)                                                                               |
| 3. Juli 2004  | 1     | ETU Triathlon European Championship Junior Women | Lausanne        | 01:07:43 | Junioreneuropameisterin |
| 21. Juni 2003 | 4     | ETU Triathlon European Championship Junior Women | Karlsbad        | 01:09:57 | Junioreneuropameisterschaft (0,75 km Schwimmen, 20 km Radfahren und 5 km Laufen)                                                         |

| Datum/Jahr    | Platz | Wettbewerb                 | Austragungsort    | Zeit     | Bemerkung |
| ------------- | ----- | -------------------------- | ----------------- | -------- | --- |
| 21. Apr. 2024 | 8     | Ironman South Africa       | Gqeberha          | 09:41:48 | [ 44 ] |
| 14. Okt. 2023 | 5     | Ironman Hawaii             | Hawaii            | 08:40:34 | |
| 25. Juni 2023 | 1     | Challenge Roth             | Roth              | 08:08:21 | Weltbestzeit, Streckenrekord und persönliche Bestzeit                                                                                   |
| 6. Okt. 2022  | 8     | Ironman Hawaii             | Hawaii            | 09:02:26 | [ 45 ] |
| 10. Juli 2022 | 1     | Ironman Switzerland        | Thun              | 08:59:05 | [ 46 ] |
| 7. Mai 2022   | 1     | Ironman World Championship | St. George        | 08:34:59 | Siegerin der Ironman World Championships 2021                                                                                           |
| 5. Sep. 2021  | 1     | Ironman Switzerland        | Thun              | 08:32:36 | mit neuem Streckenrekord |
| 23. Mai 2021  | 1     | Ironman Tulsa              | Tulsa             | 08:40:34 | bei der Erstaustragung |
| 12. Okt. 2019 | 13    | Ironman Hawaii             | Hawaii            | 09:14:26 | |
| 25. Juli 2019 | 1     | Triathlon EDF Alpe d’Huez  | Alpe d’Huez       | 06:15:57 | Siegerin auf der Langdistanz (2,2 km Schwimmen, 118 km Radfahren und 20 km Laufen)                                                      |
| 7. Juli 2019  | 1     | Ironman Austria            | Klagenfurt        | 08:52:20 | |
| 27. Apr. 2019 | 1     | Ironman Texas              | The Woodlands     | 08:37:48 | |
| 13. Okt. 2018 | 1     | Ironman Hawaii             | Hawaii            | 08:26:16 | vierter Sieg in Folge mit neuem Streckenrekord                                                                                          |
| 8. Juli 2018  | 1     | Ironman Germany            | Frankfurt am Main | 08:38:44 | Siegerin der Ironman European Championships mit neuem Streckenrekord                                                                    |
| 14. Okt. 2017 | 1     | Ironman Hawaii             | Hawaii            | 08:50:47 | dritter Sieg in Folge |
| 9. Juli 2017  | 1     | Challenge Roth             | Roth              | 08:40:03 | |
| 2. Apr. 2017  | 1     | Ironman South Africa       | Port Elizabeth    | 08:47:01 | |
| 8. Okt. 2016  | 1     | Ironman Hawaii             | Hawaii            | 08:46:46 | erfolgreiche Titelverteidigung mit neuem Streckenrekord und fast 24 Minuten Vorsprung auf die Zweitplatzierte                           |
| 24. Juli 2016 | 1     | Ironman Switzerland        | Zürich            | 08:53:49 | zweiter Sieg auf der Langdistanz innerhalb einer Woche – mit neuem Streckenrekord auf der neuen Streckenführung                         |
| 17. Juli 2016 | 1     | Challenge Roth             | Roth              | 08:22:04 | persönliche Bestzeit auf der Langdistanz – mit 20 Minuten Vorsprung auf die Zweitplatzierte Carrie Lester                               |
| 3. Juli 2016  | DNF   | Ironman Germany            | Frankfurt am Main | –        | Rennabbruch zu Beginn der Raddistanz bei den Ironman European Championships                                                             |
| 10. Okt. 2015 | 1     | Ironman Hawaii             | Hawaii            | 08:57:57 | |
| 5. Juli 2015  | 1     | Ironman Germany            | Frankfurt am Main | 08:51:00 | Siegerin der Ironman European Championship mit neuem Streckenrekord                                                                     |
| 11. Okt. 2014 | 2     | Ironman Hawaii             | Hawaii            | 09:02:57 | Zweite bei der Ironman World Championship zwei Minuten hinter der Australierin Mirinda Carfrae                                          |
| 24. Aug. 2014 | 1     | Ironman Copenhagen         | Kopenhagen        | 08:53:33 | |
| 27. Juli 2014 | 1     | Ironman Switzerland        | Zürich            | 09:13:30 | Siegerin beim ersten Start auf der Ironman-Distanz – nur einen Tag nach ihrem Erfolg bei der 5150 European Championship am gleichen Ort |

| Datum/Jahr    | Platz | Wettbewerb                 | Austragungsort | Zeit  | Bemerkung |
| ------------- | ----- | -------------------------- | -------------- | ----- | --------- |
| 20. Feb. 2005 | 1     | Aquathlon Indoor de Vittel | Vittel         | 07:00 | [ 53 ]    |

(DNF – Did Not Finish)

## Auszeichnungen
- Schweizer Sportlerin des Jahres, 2015[54] und 2018[55]
- Nominiert für den SwissAward als «Schweizerin des Jahres», 2015
- Swiss Triathlon Award, 2016 (Schweizer Triathletin des Jahres)[56]
- Sport-Spezialpreis des Kantons Solothurn, 2018[57]